# Буш Бесерра, Херман
Херман Буш Бесерра  (исп. Germán Busch Becerra; 23 апреля 1904, Сан-Хавьер, Санта-Крус, Боливия — 23 августа 1939, Ла-Пас, Боливия) — боливийский политический и военный деятель. Генерал, президент Боливии в 1937—1939 годах, один из представителей так называемого боливийского «социалистического милитаризма». По официальной версии, застрелился.

## Биография

### Детство
Херман Буш Бесерра  родился 23 апреля 1904 года в Сан-Хавьере, провинция Нуфло де Чавес, департамент Санта-Крус, Боливия, в семье немецкого врача Пабло Буша и Ракель Бесерры, у которой были итальянские и индейские корни. Получил начальное образование в Сан-Хавьере, среднее — в Тринидаде.

### Военная карьера

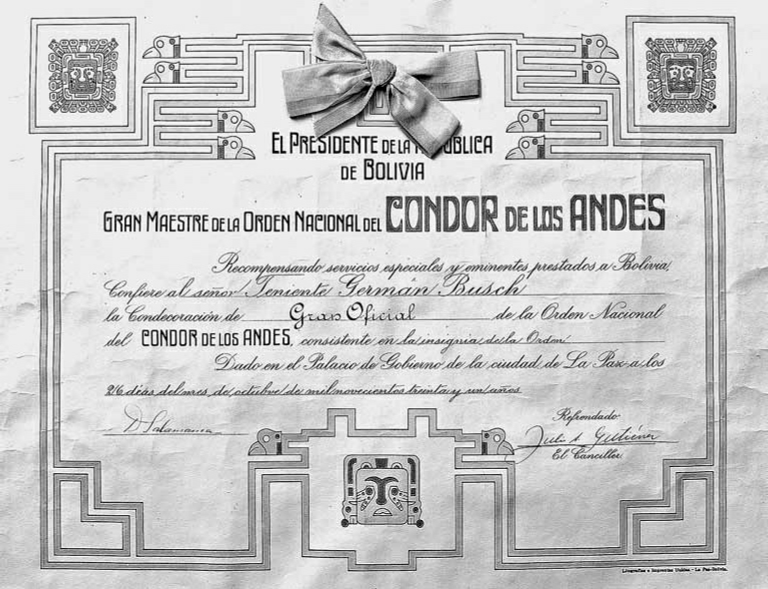
Сертификат о награждении орденом "Кондор Анд".

В 1922 году, в 18 лет, поступил в военный колледж, который окончил в 1927 году (другие данные — в 1929 году) в чине младшего лейтенанта кавалерии и начал службу адъютантом в Генеральном штабе. Во время переворота 1930 г., организованного олигархией, он во главе личной охраны президента был последним, кто сложил оружие. В 1930 году Херман Буш был направлен правительством в район Сан-Игнасио-де-Самукас для изучения древних поселений (фактически это была ссылка) и за выполнение этой миссии был награждён орденом «Кондор Анд».

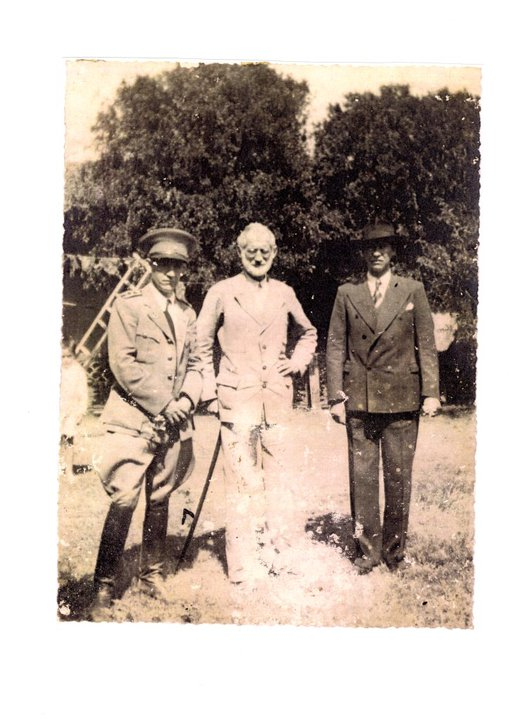
Херман Буш (слева) в период Чакской войны

Перед началом Чакской войны он получил звание лейтенанта, затем был переведён в 6-й кавалерийский эскадрон. Отличился в ходе военных действий против парагвайской армии, когда ему поручались самые рискованные операции, и получил прозвище «Корсара сельвы» (исп. El Corsario de la Selva). В 1932 году лейтенант Буш участвовал в сражениях за форт Бокерон. За героизм, проявленный в миссиях по обороне этого форта, он 22 сентября 1932 года был произведён в капитаны.
В декабре 1934 года капитан Херман Буш входил в группу офицеров, арестовавших и сместивших с поста президента Боливии Даниэля Саламанку во время его поездки на фронт в Чако. Он был овеян славой героя войны, и его слово было высшим авторитетом для солдат и офицеров. Без его содействия переворот был бы невозможен. И командование армии, и Генштаб все более впадали в зависимость от этого молодого офицера, которому было суждено сыграть ключевую роль в истории Боливии в этот период. 7 января 1935 года под Вилья-Монтесом новый президент Боливии Хосе Луис Техада Сорсано лично вручил ему «Большой крест за военные заслуги» («Gran Cruz del Merito Militar»), однако уже 16 мая 1936 года Херман Буш стал главным исполнителем свержения Техады Сорсано и несколько дней был временным президентом Боливии.

### Правление

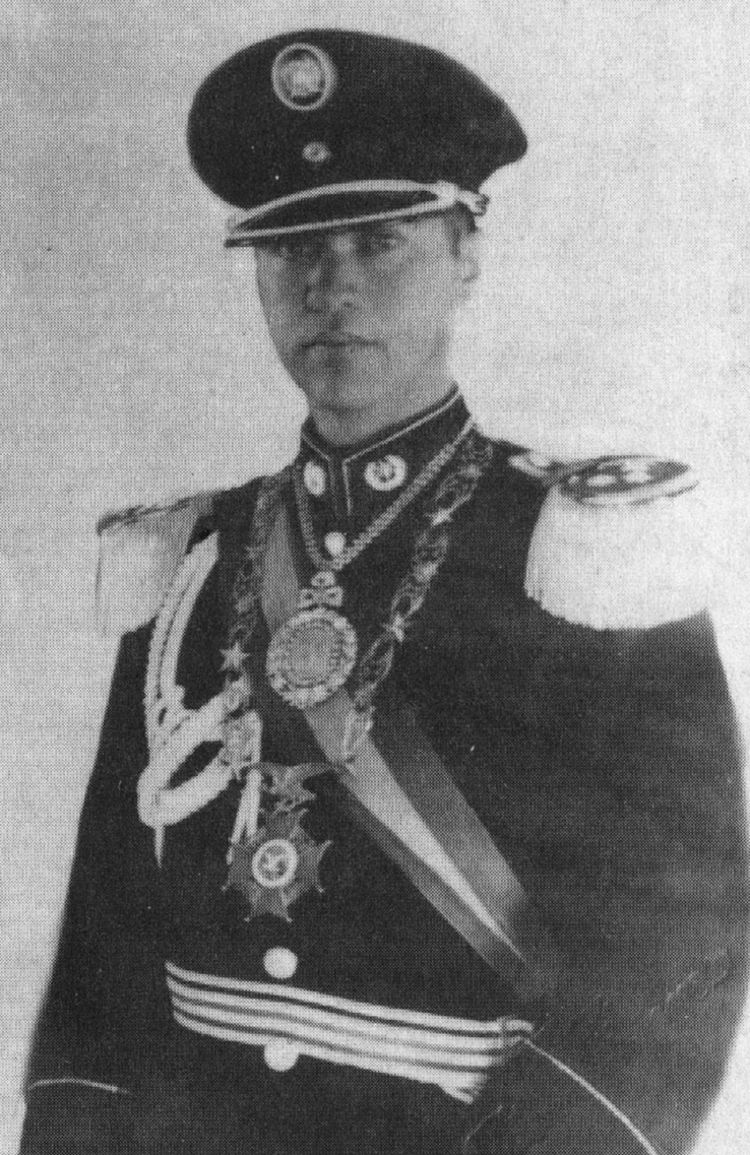
Буш в 1937

Буш был искренним и пылким патриотом, который воспринял поражение в войне как личную трагедию. Его вспыльчивый и непреклонный характер более всего импонировал офицерской массе, ветеранам, да и большинству боливийцев. Фактическими лидерами стала пара Торо - Буш. 13 июля 1937 года Херман Буш сверг полковника Хосе Давида Торо, который так и не смог навести порядок в разрушенной экономике, и 17 июля принёс присягу как полноправный президент Боливии. Его правление продолжило и завершило период, получивший в историографии название «эра послевоенного социалистического милитаризма». Новый политический курс был вызван ростом в армии и в стране антиолигархических, антиамериканских и националистических настроений после поражения в Чакской войне. В этих условиях правительство Давида Торо, открывшее «эру», пошло на национализацию имущества американской нефтяной компании «Стандард ойл», а Херман Буш, сменивший Торо, поставил задачу переустройства всей политической экономической и общественной жизни Боливии. Он заявил: 
«Я занял пост президента не для того, чтобы служить капиталистам. Это они должны служить стране, и если они не делают этого по собственной воле, их заставят силой. Я клянусь Вам, товарищи, что я, Херман Буш, докажу этим Патиньо,  Арамайо, Хохшильдам и всем эксплуататорам Боливии, что есть президент, который заставит их уважать свою страну. (…) Если будет необходимо отдать свою жизнь, я отдам её и буду счастлив, что она послужила хоть чем-то моей бедной родине. Я не боюсь смерти. Вы меня знаете…»
Впрочем, Буш и его товарищи не были социалистами в классическом смысле — их взгляды «формировались под сильным влиянием фашистских идей, которые насаждались здесь германскими и итальянскими инструкторами, работавшими в тот период в боливийской армии».

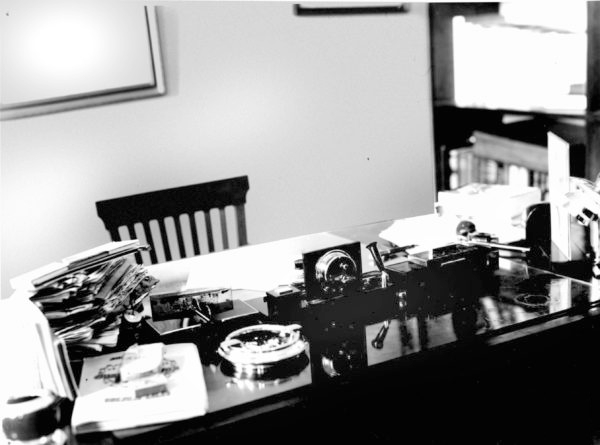
Стол

За два с небольшим года нахождения на посту президента подполковнику Херману Бушу удалось осуществить многое из намеченного. Было созвано Учредительное собрание (половину мест в котором заняли представители профсоюзов, преимущественно социалисты различных направлений) для выработки новой Конституции, которое 27 мая 1938 года избрало его президентом, а Энрике Бальдивьесо — вице-президентом (в тот же день оба принесли присягу). Новая Политическая конституция Боливии, принятая 28 октября 1938 года, установила новые отношения между властью и обществом: утвердила приоритет прав человека над правами собственности, приоритет национальных интересов в вопросах использования природных ресурсов Боливии, право государства регулировать отношения в сфере экономики, заложила основу новой многопартийной системы, закрепила права профсоюзов и крестьянских объединений. Президент запретил иностранцам покупать боливийские земли ближе, чем за 50 километров от государственной границы. Херман Буш разработал и в мае 1939 года ввёл в действие первый боливийский Трудовой кодекс, регулировавший отношения между работниками и работодателями, а также Образовательный кодекс, провозгласивший развитие образования первостепенной задачей государства. Он национализировал Центральный банк Боливии и создал систему пенсионного обеспечения.

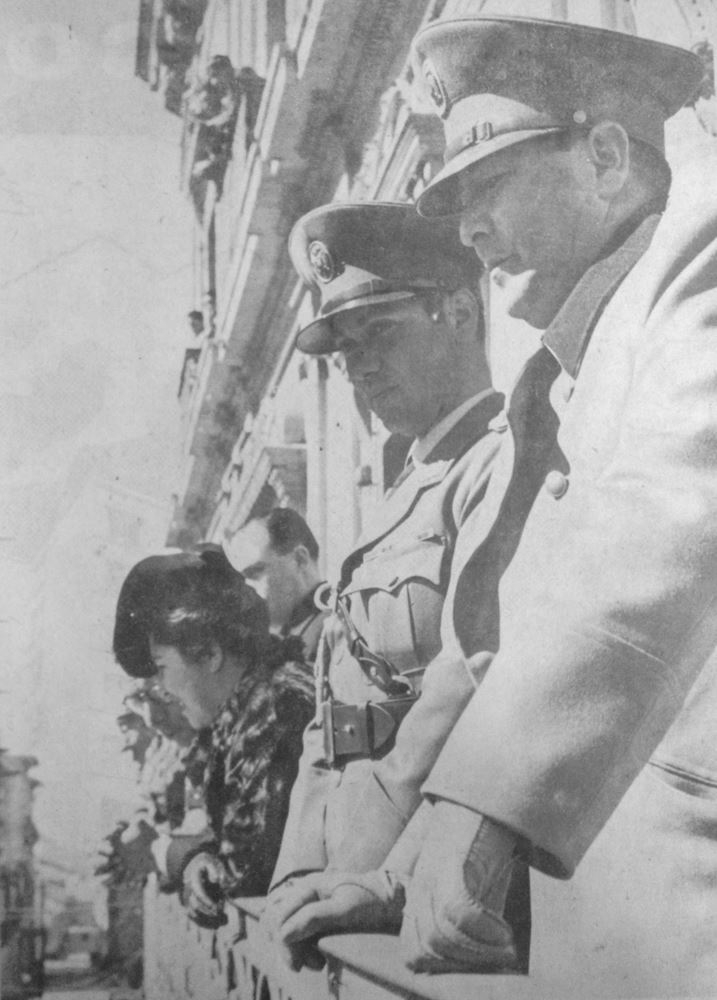
Буш на балконе президентского дворца

25 февраля 1938 года Херман Буш заключил с Бразилией договор о железнодорожном сообщении, что положило начало строительству железной дороги от Санта-Круса через Пуэрто-Суарес до Корумбы (Бразилия), а 21 июля 1938 года в торжественной обстановке был заключён подведший черту под Чакской войной Договор о мире, дружбе и границе с Парагваем, который подписали от Боливии Эдуардо Диес де Медина и Энрике Фино, а от Парагвая генерал Хосе Феликс Эстигаррибия и Сесилио Байес.
Учредил 2 августа 1937 года День Индейца (Día del Indio) в честь партизана и поэта Хуана Уальпарримачи (Juan Hualparrimachi), погибшего в 1815 году, 24 сентября 1938 года образовал департамент Пандо на бывшей Национальной территории колонизации и вновь открыл Университет «Крусенья Габриэль Рене Морено», вернув ему автономию. 1 марта 1939 года по его приказу были репатриированы и захоронены на родине останки бывшего президента Батисты Сааведры (1921—1925), скончавшегося в Чили. Случались и скандалы, разъедавшие поддержку президента среди интеллигенции и рабочих — например, когда на встрече с писателем Альсидесом Аргедасом в своём кабинете президент дошёл до рукоприкладства за критику в прессе.

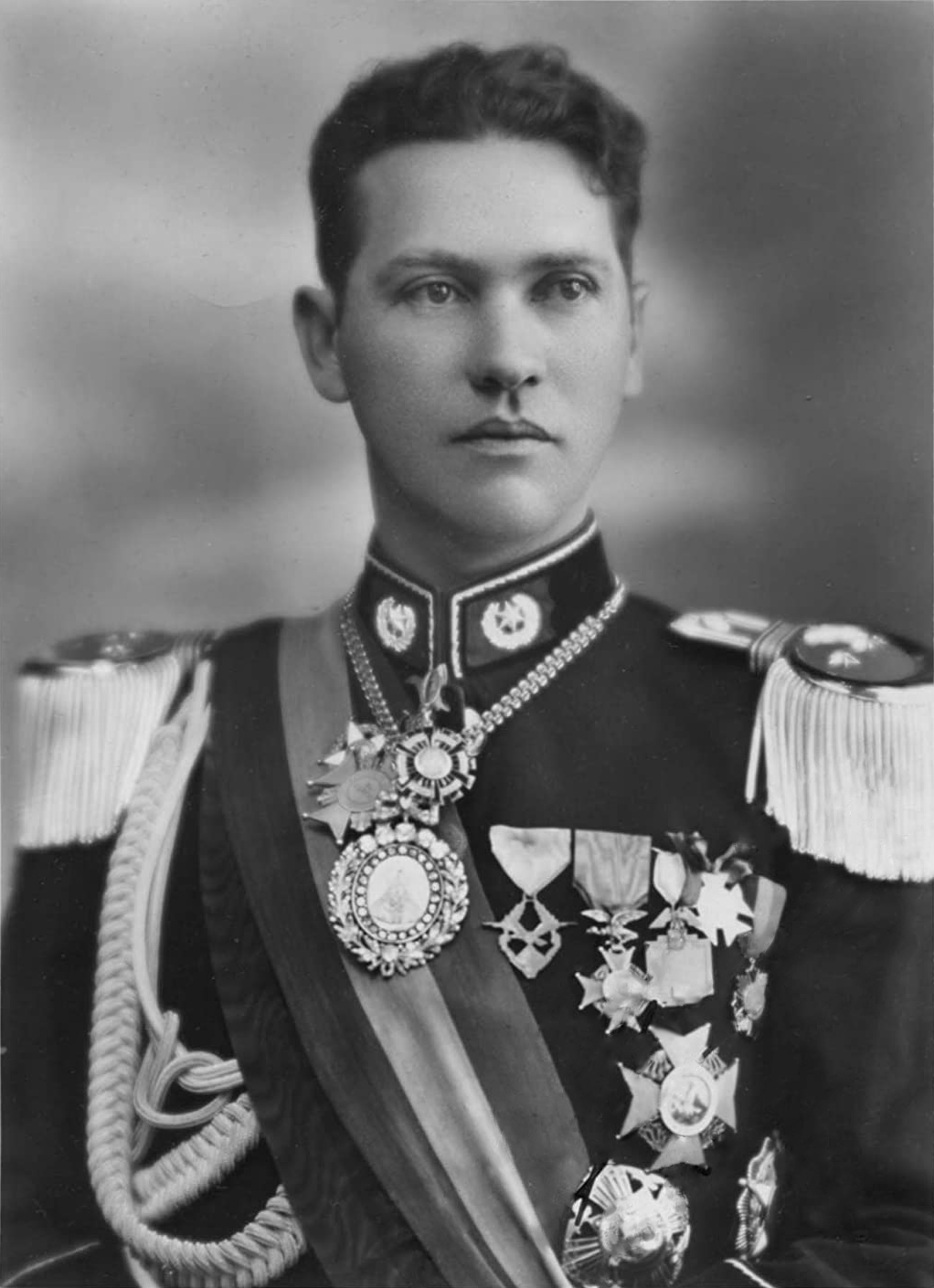
Президент Херман Буш

Однако уже на следующий год после принятия Конституции Херман Буш вступил в конфликт с созданной им же государственной системой. 24 апреля 1939 года он распустил недавно избранное Законодательное собрание и объявил себя диктатором. 7 июня 1939 года он установил контроль над экспортом руды и национализировал Горнорудный банк Боливии. Оловодобывающие компании, в основном американские, отныне должны были передавать в казну Боливии всю валюту, полученную от продажи олова на внешних рынках. Это решение стало последним значительным актом правительства Хермана Буша, и реально осуществить эти меры оно не успело.

### Загадочная смерть

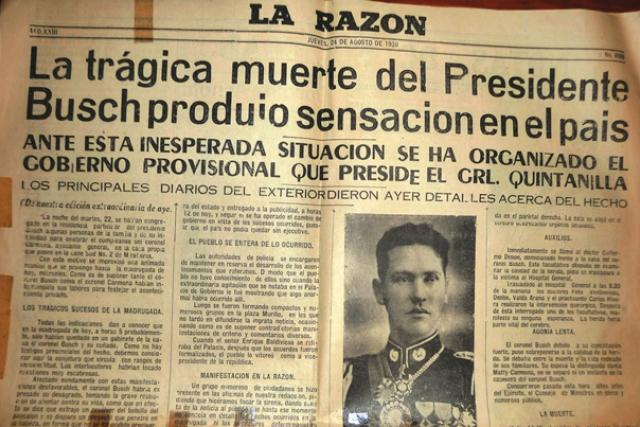
Газетная статья, сообщающая о смерти Буша

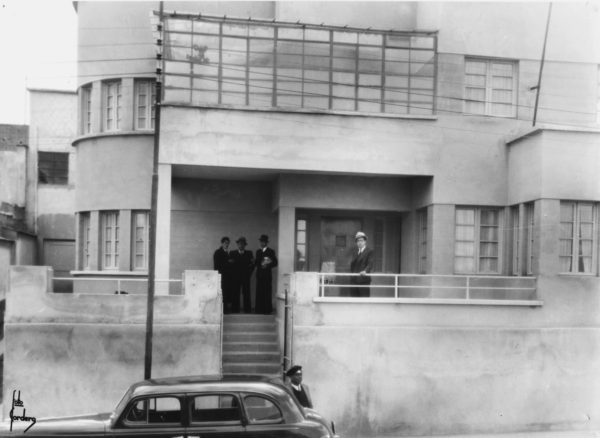
Резиденция в районе Мирафлорес

3 августа 1939 приказом Главнокомандующего боливийской армией генерала Карлоса Кинтанильи Х. Бушу было присвоено звание полковника, а через 20 дней, на рассвете 23 августа 1939 он был обнаружен в своём доме в районе Мирафлорес в Ла-Пасе с пистолетом и с огнестрельной раной в голове. Согласно официальной версии, он застрелился около 5.30 утра, однако мотивы такого поступка 35-летнего президента так и остались неизвестными. Помощники президента — Кармона (брат жены Буша Матильды Кармоны) и Гоитиа — утверждали, что в ту ночь, после семейного праздника, удержали президента от попытки застрелиться. Вскоре после этого склонный к депрессии и перепадам настроения Х. Буш заперся в своём кабинете и оставался там до утра. Когда прозвучал выстрел, находившиеся рядом жена и помощники отправили умирающего президента в городскую больницу.
Скончался вечером 23 августа 1939 в Ла-Пасе, улицы которого были заполнены народом. Его смерть была воспринята как национальная трагедия, однако вернувшийся вскоре к власти олигархический режим оставил в прошлом «эру социалистического милитаризма». Что на самом деле произошло ранним утром 23 августа 1939 года в президентском дворце в Ла-Пасе, точно установлено не было. Более 70 лет с официальной версией самоубийства (или несчастного случая) успешно соперничает версия убийства Х. Буша. В её пользу выдвигают такие аргументы, как неприятие курса Буша боливийской олигархией и недовольство США его национализациями и националистически-прогерманскими настроениями в самом преддверии Второй мировой войны.

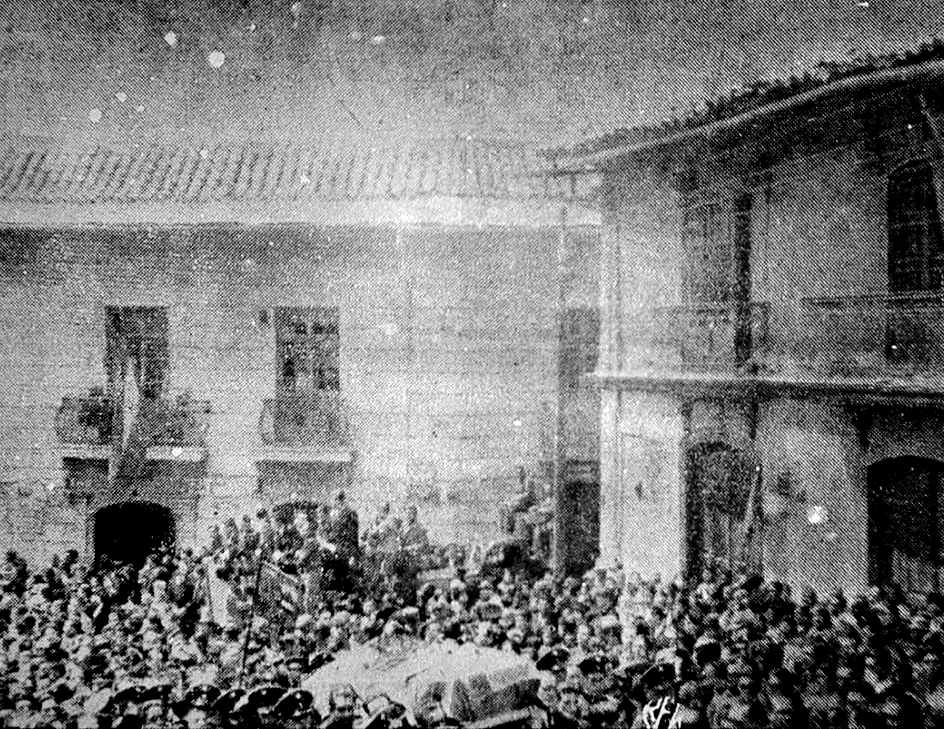
Похороны

Неожиданная смерть Хермана Буша привела к конфликту в вопросе о новом президенте. Легитимным преемником мог стать вице-президент Энрике Бальдивьесо, немедленно обратившийся к командованию армии, однако пост вице-президента был упразднён после того, как Буш объявил себя диктатором. Собравшееся на совет армейское командование игнорировало притязания Бальдивьесо и взяло на себя управление страной. Главнокомандующий генерал Карлос Кинтанилья пересел в кресло президента, а генерал Бернардино Бильбао занял освободившийся пост главнокомандующего.

## Частная жизнь

Буш с семьей

Как пишут его биографы, Х. Буш выделялся среди боливийцев своей внешностью: он «был высоким, белокурым, с живыми голубыми глазами, детской улыбкой и простыми манерами» (исп. Germán Busch fue alto, rubio, de ojos azules y vivaces, de sonrisa infantil y ademanes llanos.). В 1928 он женился на Матильде Кармона, с которой у них было четверо детей — Херман, Орландо, Вальдо и дочь Глория, родившаяся уже после гибели отца.
Альберто Натуш Буш, президент Боливии в ноябре 1979, являлся племянником Хермана Буша.
Двоюродный брат Х. Буша, Густаво Буш Антело (21.04.1916 — 12.08.2011), стоял у истоков радиофикации Боливии и посвятил этому около 60 лет своей жизни.

## Память

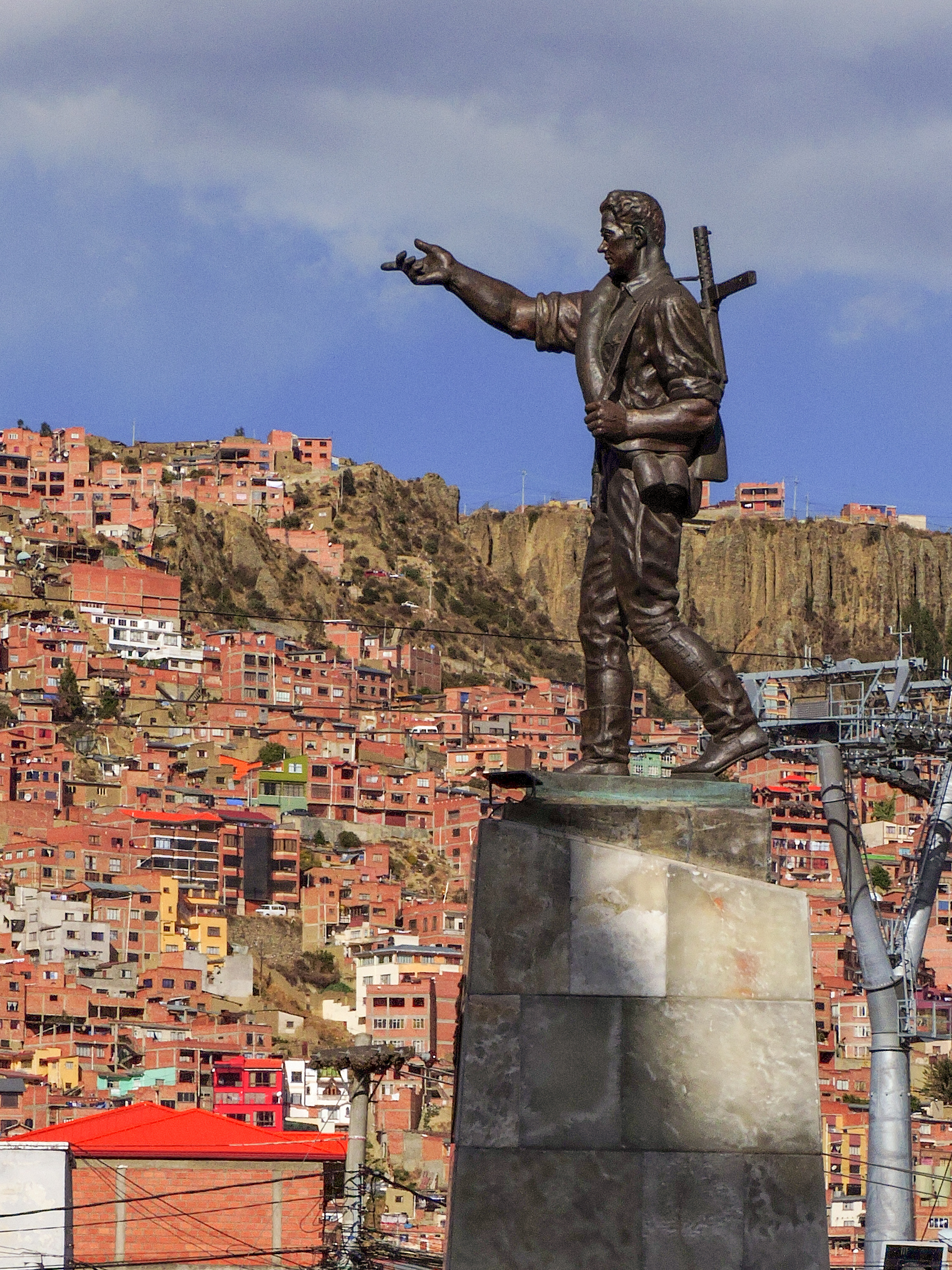
Памятник Бушу в Ла-Пасе

Портрет 1954 года

Банкнота в 10 боливийских песо образца 1962 года

24 августа 1939 года новый главнокомандующий армией генерал-лейтенант Бернардино Бильбао Риоха присвоил Херману Бушу звание генерал-лейтенанта посмертно, за боевые и государственные заслуги.
23 августа 1962 на площади имени 12 июля в Камири был открыт памятник Херману Бушу, памятники также находятся в городе Гуаярамерин и в Санта-Крусе на проспекте его имени.
30 ноября 1984 правительство Эрнана Силеса Суасо издало Закон № 672, в соответствии с которым была образована провинция Херман Буш.
В 2003 в Боливии торжественно отмечалось столетие Хермана Буша.

## Публикации
- German Busch. Codigo de Trabajo. La Pas. 1946

## Комментарии
1. ↑  «Оловянные магнаты» или «роска» — оловодобывающие кампании, контролировавшиеся американским, британским и швейцарским капиталом.